# Michelle Dee
Pour les articles homonymes, voir Dee.
Michelle Daniela Marquez Dee, née le 24 avril 1995, est une actrice, mannequin, présentatrice de télévision, animatrice de talk-show et Miss Univers Philippines 2023. Elle représente les Philippines au concours Miss Univers 2023 au Salvador et termine parmi les finalistes du Top 10.
Dee a également remporté Miss Monde Philippines 2019,. Elle représente alors les Philippines au concours Miss Monde 2019 à Londres, en Angleterre, où elle termine dans le Top 12. Le concours est remporté par la Jamaïcaine Toni-Ann Singh,.

## Jeunesse et éducation
Michelle Daniela Marquez Dee est née à Makati, dans le Grand Manille, aux Philippines, le 24 avril 1995, de l'homme d'affaires, producteur de films et ancien acteur Frederick "Derek" Dee, ainsi que de l'actrice, autrice, ancienne mannequin et la reine de beauté Melanie Marquez, vainqueure de Miss International 1979.
Son grand-oncle paternel est le fondateur de la Chinabank (en) des Philippines, Dee C. Chuan (en), et sa grand-mère paternelle, héritière et philanthrope Regina Y. Dee, est la fille de Yu Hung-chun, ancien premier ministre de Taiwan,. L'ancien joueur de la PBA Joey Marquez (en) est son oncle maternel. La cousine maternelle de Dee et la fille de Joey est l'actrice et reine de beauté Winwyn Marquez (en), vainqueure du titre de Reina Hispanoamericana en 2017.
Dee a une sœur et quatre demi-frères et sœurs maternels. Elle passe une grande partie de son enfance dans leur ranch familial dans l'Utah, aux États-Unis, pendant les étés et les vacances en famille. Dee grandit en aimant les animaux de ferme et en profitant de la campagne, à la fois dans l'Utah et dans l'hacienda familiale à Mabalacat dans la province de La Pampangue.
Elle fréquente l'université de La Salle à Manille et obtient un diplôme en psychologie. En 2021, Dee termine son programme sur les bases de l'entrepreneuriat de la Harvard Business School,.

## Concours de beauté

### Miss Monde Philippines 2019
Le 15 septembre 2019, Michelle Dee est couronnée Miss Monde Philippines 2019 au Smart Araneta Coliseum de Quezon City. La finale comprend des défilés en maillots de bain, de robes de soirée et deux tours de questions et réponses. Elle concoure et gagne face à plus de trente-neuf autres délégués, et est couronnée par la sortante Miss Monde Philippines 2018 Katarina Rodriguez (en) à la fin de l'événement,. Au cours de la compétition, Dee remporte six prix spéciaux : Miss Sportswoman de Fila, Miss GCOX, Miss Best Skin de Cathy Valencia, Miss Bench, Miss Myra E et Miss Bluewater Day Spa,. Lors de la demi-finale de questions et réponses, l'animatrice Laura Lehmann (en) interroge Dee sur les leçons et les conseils que sa mère, mannequin et Miss Internationale 1979 Melanie Marquez, lui donne lors de ses préparatifs pour son tout premier concours de beauté.

### Miss Monde 2019
En tant que Miss Monde Philippines 2019, Dee représente les Philippines au concours Miss Monde 2019 au ExCel à Londres, en Angleterre, le 14 décembre 2019. Au cours des préliminaires, elle remporte les deux tours du face-à-face de son groupe, atteignant le top 40. Elle est également classée dans le top 40 du concours de top modèles et dans le top 20 de Beauty With A Purpose,,. Lors de la finale, Dee est placée dans le top 40, puis finalement dans le top 12.

### Miss Univers Philippines 2022
Le 6 avril 2022, elle est annoncée comme candidate officielle au concours Miss Univers Philippines 2022,. À la fin de la soirée de couronnement, elle est couronnée Miss Univers Philippines Tourisme 2022, deuxième derrière l'éventuelle gagnante, Celeste Cortesi.

### Miss Univers Philippines 2023

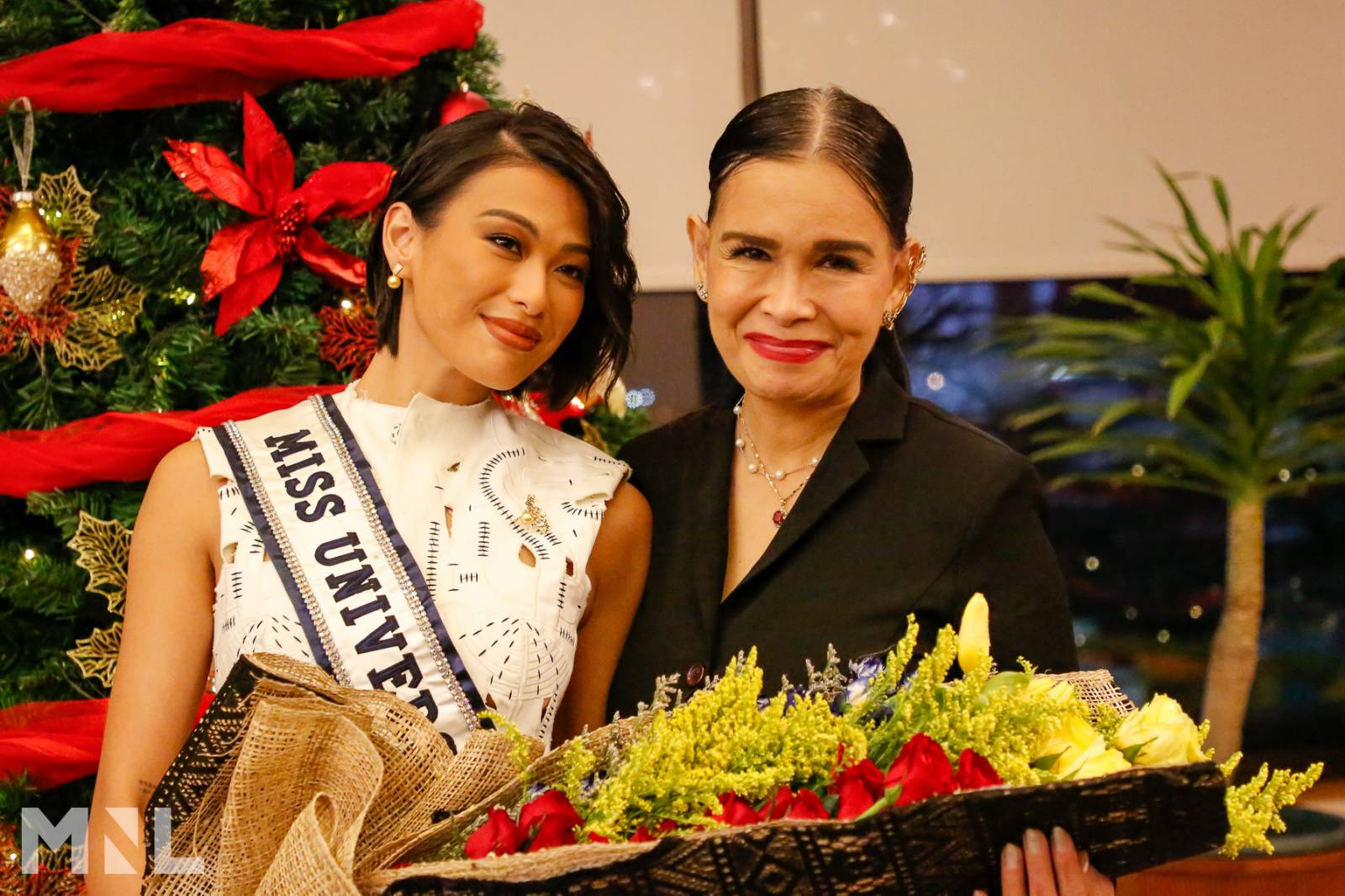
Dee avec sa mère Melanie Marquez en 2023

Le 13 mai 2023, Michelle Dee remporte Miss Univers Philippines 2023. Elle remporte également les titres de Miss Aqua Boracay, Miss Pond's, Miss Zion Philippines, et le prix de la meilleure robe de soirée,.
À l'issue de la compétition, elle est couronnée par la sortante Miss Univers Philippines 2022, Celeste Cortesi, en tant que Miss Univers Philippines 2023. Dee représente les Philippines au concours Miss Univers 2023 au Salvador,.

### Miss Univers 2023
En tant que Miss Univers Philippines 2023, elle gagne le droit de représenter les Philippines à Miss Univers 2023, organisée au Salvador, où elle se classe parmi le Top 10. La gagnante est la Nicaraguaise Sheynnis Palacios. Lors du concours, elle remporte également le prix Spirit of Carnival et figure parmi les trois lauréats d'or pour la voix du changement, aux côtés de l'Angola et de Porto Rico. Elle est également la déléguée qui recueille le plus de votes sur l'application Miss Univers, ce qui lui permet d'accéder aux demi-finales,.

## Philanthropie
Dee milite pour la sensibilisation à l'autisme et l'éducation à la santé mentale depuis l'âge de seize ans,,. Elle travaille avec le Center for Possibilities Incorporation, une fondation qui aide et prend soin des enfants ayant des besoins spéciaux, et d'autres organisations pour diffuser davantage d'informations sur l'autisme, aider les personnes ayant une déficience intellectuelle, en particulier les plus jeunes, et sensibiliser davantage au sujet de l'autisme et de la santé mentale,,. Après avoir remporté Miss Monde Philippines 2019, Dee fait don d'une partie de son prix à des personnes autistes qui ont besoin d'une thérapie,.
Dee travaille également avec l'Autism Society Philippines pour attirer l'attention sur les besoins des personnes atteintes du spectre autistique et de leurs familles, et pour améliorer l'accès aux installations et services d'intervention, en particulier pour ceux des zones provinciales,. Elle soutient des programmes de défense de l'autisme sur l'art, l'hippothérapie et l'emploi inclusif pour les personnes atteintes du spectre autistique. Elle devient ambassadrice de bonne volonté de l'Autism Society Philippines en janvier 2020. Avec son père, Dee fait également campagne pour la sensibilisation à l'hépatite et pour une société sans hépatite C, dans le cadre de leur propre initiative familiale, HepCured. Dee est également une défenseure des droits LGBT aux Philippines.

## Carrière de mannequin
Dee's commence le mannequinat avec la marque de vêtements Bench en 2016. Elle signe avec Click Model Management à New York, après avoir été repérée lors d'une séance photo pour Bench,.

## Vie privée
En mai 2023, Dee fait son coming-out bisexuel dans une interview avec Mega Magazine,,. Elle vit actuellement avec l'actrice et mannequin Rhian Ramos.

## Filmographie

### Films
| Année | Titre              | Rôle                  | Réf.   |
| ----- | ------------------ | --------------------- | ------ |
| 2019  | Because I Love You | Gianna                | [ 33 ] |
| 2019  | G! LU              |                       | [ 48 ] |
| 2019  | Cara x Jagger      | Mads                  | [ 49 ] |
| 2023  | Keys to the Heart  | Annette-Marie Labayen | [ 50 ] |

### Télévision
| Année     | Titre                            | Rôle                       | Réseau            | Réf.   |
| --------- | -------------------------------- | -------------------------- | ----------------- | ------ |
| 2019      | Love You Two (en)                | Michaela "Mochi" Isidro    | Réseau GMA        | [ 51 ] |
| 2019-2020 | Glow Up                          | Elle-même / Hôte principal | GMA Actualités TV | [ 52 ] |
| 2019      | One of the Baes (en)             | Alona Aragoza jeune        | Réseau GMA        | [ 53 ] |
| 2021-2022 | Agimat ng Agila (en)             | Serpenta                   | Réseau GMA        | [ 54 ] |
| 2021-2022 | I Left My Heart in Sorsogon (en) | Hazelyn "Hazel" Pangan     | Réseau GMA        | [ 55 ] |
| 2023      | Mga Lihim ni Urduja (en)         | Freya Dayanghirang-Salazar | Réseau GMA        | [ 56 ] |